# ألان مورتون (لاعب كرة قدم)
ألان مورتون (بالإنجليزية: Alan Morton)‏ (13 أبريل 1950 في المملكة المتحدة - ) هو لاعب كرة قدم بريطاني في مركز الهجوم. لعب مع ستوكبورت كونتي وكريستال بالاس ونادي فارنبوروه ونادي فولهام وماديستون يونايتد ‏ ونونيتون بورو ‏ ونادي وكينغ ونادي ويمبلدون ونادي كينغستونيان وأشفورد يونايتد ‏ ووالتون وهرشام ‏ وإبسوم وإويل ‏ وWestfield F.C. (Surrey) ‏ وووركينغهام وإمربروك ‏.